# Theo Wieder

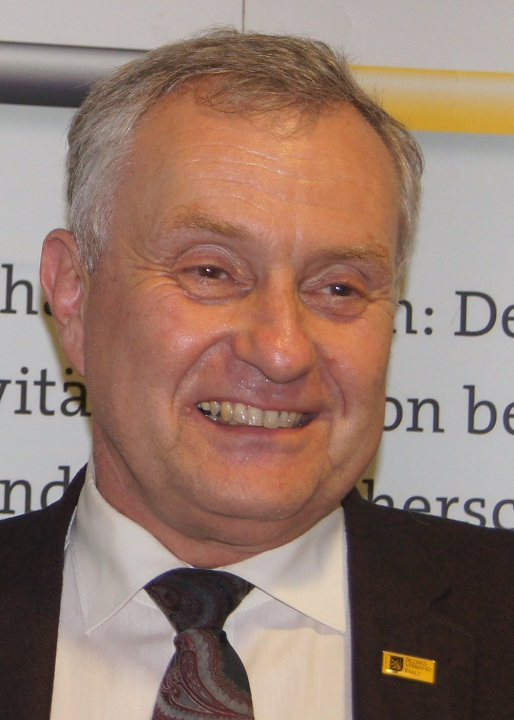
Theo Wieder (2015)

Theo Wieder (* 25. Mai 1955 in Frankenthal (Pfalz)) ist ein deutscher Politiker (CDU). Er war von 2004 bis 2024 Vorsitzender des Bezirkstags der Pfalz und von 2000 bis 2015 Oberbürgermeister der kreisfreien Stadt Frankenthal in der Pfalz.

## Ausbildung
Wieder besuchte von 1962 bis 1975 die Schule in Frankenthal und legte am Albert-Einstein-Gymnasium das Abitur ab. 1975/76 absolvierte er den Grundwehrdienst. Von 1976 bis 1980 studierte er Rechtswissenschaft und Volkswirtschaftslehre. Sein Referendariat in Baden-Württemberg dauerte von 1981 bis 1984. Bis 1985 war Wieder wissenschaftlicher Mitarbeiter an der Universität Mannheim, die Zweite juristische Staatsprüfung legte er 1985 ab.

## Beruf
Von 1985 bis 1999 hatte Wieder das Amt eines Richters am Verwaltungsgericht (VG) in Neustadt an der Weinstraße inne, von 1996 an als Vorsitzender Richter. Von 1988 bis 1999 war er EDV-Projektleiter und EDV-Beauftragter des VG Neustadt, von 1987 bis 1993 dessen Pressesprecher. 1993 war er zur Verwaltungsgerichtsbarkeit des Freistaats Thüringen abgeordnet und in Weimar tätig. 1990 und 1994 wurde er abgeordnet an das Oberverwaltungsgericht Rheinland-Pfalz.

## Politik

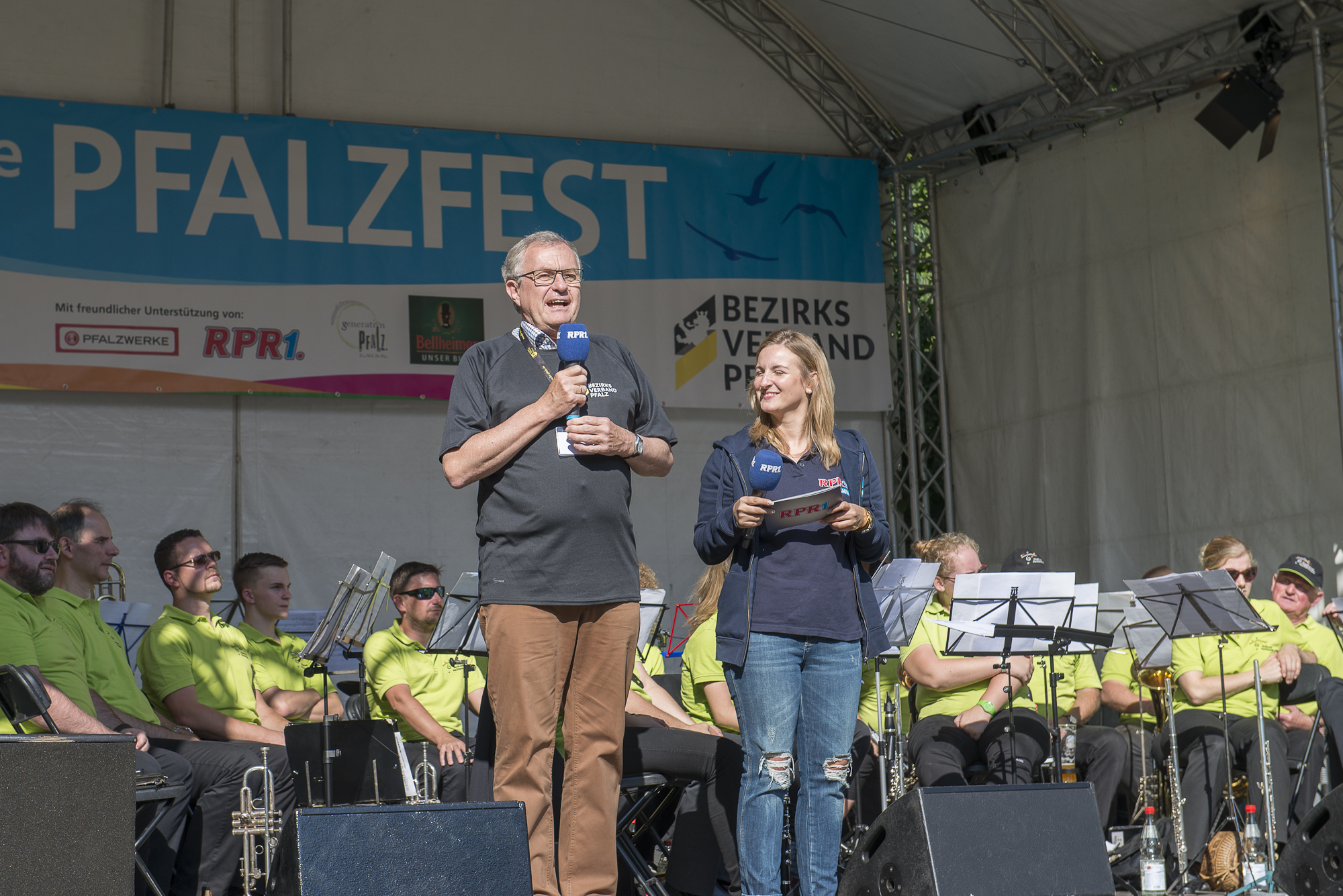
Bezirkstagsvorsitzender Theo Wieder eröffnet das Pfalzfest 2016

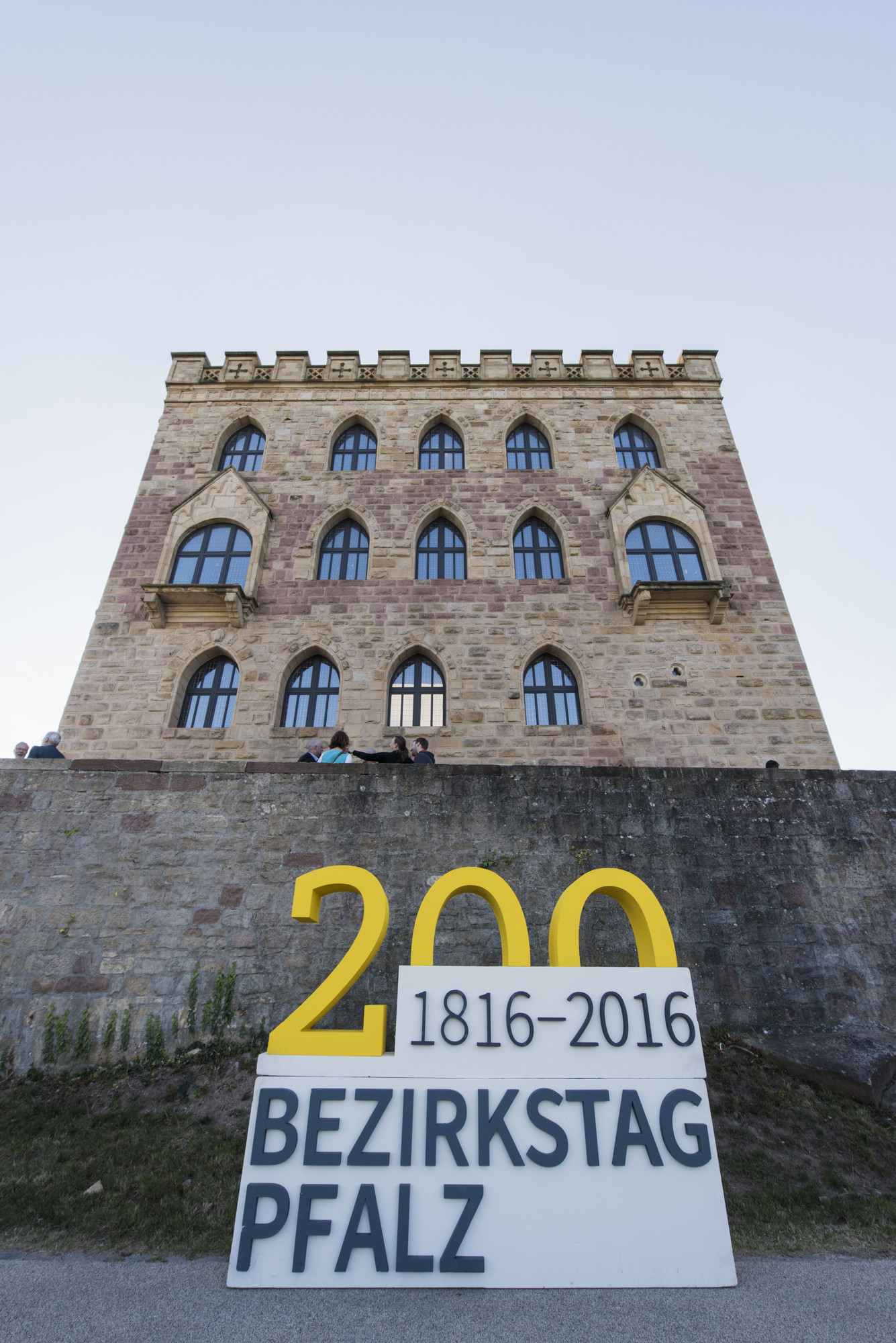
200-Jahr-Feier des Bezirkstags Pfalz auf dem Hambacher Schloss

Seit 1991 ist Wieder Mitglied des Kreisvorstands der CDU. 1994 wurde er in den Stadtrat von Frankenthal gewählt, von 1996 bis 1999 war er Vorsitzender der CDU-Fraktion. Ab 1. Januar 2000 war Wieder Oberbürgermeister seiner Heimatstadt. Am 3. Juni 2007 wurde er mit einem Ergebnis von 84 % von der Frankenthaler Bevölkerung wiedergewählt, wobei er sich gegen zwei Mitbewerber durchsetzte. Für eine weitere Wiederwahl stand Wieder nicht mehr zur Verfügung. Per Stichwahl wurde am 31. Mai 2015 Martin Hebich (CDU) zum Nachfolger bestimmt, der sein Amt am 1. Januar 2016 antrat.
2004 wählte der Bezirkstag der Pfalz Wieder zu seinem Vorsitzenden. Diese Funktion übte er bis 2024 aus.
Bis 2015 war er Mitglied in verschiedenen Gremien der Metropolregion Rhein-Neckar. Seit 2004 ist er Vorsitzender des Verwaltungsrates des Pfalzklinikums für Psychologie und Neurologie AdöR und seit 2007 Vorsitzender des Aufsichtsrates der Pfalzwerke AG.

## Mitgliedschaften und Ehrenämter
- 1971–1999 Mitglied des Pfarrgemeinderats St. Ludwig Frankenthal, seit 1982 Vorsitzender
- 1986–1999 Vorsitzender des Fördervereins Kirchenmusik, Organisator der Frankenthaler Kirchenkonzerte
- 1991–1998 Mitglied des Diözesansteuerrats
- 2010–2015 Vorsitzender des City- und Stadtmarketingvereins Frankenthal
- Seit 2012 Mitglied der Europäischen Stiftung Kaiserdom zu Speyer
- Seit 2015 Mitglied und Vorsitzender des Pfarreirats der Pfarrei Heilige Dreifaltigkeit
- Seit 2015 Vorsitzender des Verwaltungsrats des Caritasverbands im Bistum Speyer
- Seit 2016 Mitglied des Katholikenrats des Bistums Speyer
- Seit 2016 Mitglied des Zentralkomitees der deutschen Katholiken
- Seit 2016 stellvertretendes Mitglied des Verfassungsgerichtshofs Rheinland-Pfalz
- Mitglied des Synodalen Weges[2]

## Familie
Wieder ist verheiratet und Vater von zwei Kindern.